# Qinghecun
Qinghecun (kinesiska: 清和村乡, 清和村) är en socken i Kina. Den ligger i provinsen Heilongjiang, i den nordöstra delen av landet, omkring 370 kilometer nordväst om provinshuvudstaden Harbin.
Genomsnittlig årsnederbörd är 741 millimeter. Den regnigaste månaden är juli, med i genomsnitt 225 mm nederbörd, och den torraste är februari, med 9 mm nederbörd.